# The Witness from the Balcony of Room 306
The Witness from the Balcony of Room 306 ist ein US-amerikanischer Dokumentarfilm aus dem Jahr 2008.

## Handlung
Reverend Samuel Kyles und andere sprechen über das Attentat auf Martin Luther King am 4. April 1968, dessen Augenzeuge er war, und die Auswirkungen.

## Auszeichnungen
2009 wurde der Film in der Kategorie Bester Dokumentar-Kurzfilm für den Oscar nominiert.
Beim Nashville Film Festival wurde er als bester Dokumentar-Kurzfilm ausgezeichnet. Zudem gewann er den Zuschauer- und den Jurypreis beim Palm Springs International ShortFest.

## Hintergrund
Der Film hatte seine Premiere am 15. August 2008.